# Optimism©
Optimism© er det sjette studiealbum af den danske gruppe Gangway udgivet i april 1994. Albummet har solgt 15.000 eksemplarer.

## Spor
Al tekst og musik er skrevet af Henrik Balling, undtagen hvor noteret. 
1. "Endings" – 5:00
2. "Everything Seems to Go My Way" – 4:29
3. "Steady Income" – 4:59
4. "World of Difference" (Allan Jensen) – 3:39
5. "Who's to Blame" – 3:57
6. "A Million Words"  (Torben Johansen) – 3:47
7. "Sycamore Sundays" – 4:27
8. "The Weighty Light Brigade" – 2:34
9. "Day by Day (Fade Away)" (Johansen) – 5:32
10. "Don't Cry" – 2:56
11. "Sick Head" (Johansen) – 3:38
12. "Overflow" – 4:16
13. "Other Endings" (Remix by Illinton) – 5:17

Bonusnummer på japansk version
14. "Steady Income (Illinton Mix)" – 5:05

## Personel
Gangway
- Allan Jensen – vokal
- Henrik Balling – guitar, producer
- Torben Johansen – keyboards
- Cai Bojsen-Møller – trommer

Øvrige medvirkende
- Lasse "Illinton" Mosegaard – bas- og trommeprogrammering,[1] sound design, producer
- Jesper Siberg – sound design
- Gangway – sound design
- Lars Nissen – lydtekniker
- Peter Ravn – cover
- Robin Skjoldborg – fotos